# Morava 04 (volební obvod Říšské rady)
Morava 04 byl jednomandátový volební obvod pro volby do Poslanecké sněmovny Říšské rady. Volili v něm mužští občané měst Rožnov, Vsetín, Vizovice, Valašské Klobouky, Bystřice pod Hostýnem, Bojkovice, Příbor, Kopřivnice, Nový Jičín, Štramberk, Zlín, Valašské Meziříčí a Krásno. Volební obvod byl zřízen se zavedením všeobecného volebního práva v Předlitavsku v roce  1907 a zanikl s rozpadem Rakouska-Uherska roku 1918. Jediným poslancem zastupujícím obvod byl Tomáš Garrigue Masaryk.

## Charakteristika obvodu
| Rok          | 1907  | 1911  |
| ------------ | ----- | ----- |
| Počet voličů | 8 199 | 9 199 |

Volební obvod vznikl přeskupením obvodů, které v původním volebním systému náležely do kurie měst a průmyslových míst. Přestože již tedy volební právo nebylo omezeno daňovým cenzem, města stále volila odděleně od svého venkovského okolí.
Politicky v obou volbách převážil kandidát českých pokrokářů (realistů) Tomáš Garrigue Masaryk, za kterým se sjednotila antiklerikální fronta (tj. moravští lidoví pokrokáři a sociální demokraté). Díky městskému charakteru obvodu zde byl významný počet dělníků, kteří svou podporu směřovali právě Masarykovi.

## Poslanci
| Poslanec | Poslanec               | Strana   | Volby |
| -------- | ---------------------- | -------- | ----- |
|          | Tomáš Garrigue Masaryk | Realisté | 1907  |
| 1911     | Tomáš Garrigue Masaryk | Realisté |       |

## Volby

### Volby 1907
V roce 1907 se voleb účastnil konzervativní kandidát moravské národní (staročeské) strany, knihkupec z Kroměříže Vilém Povondra. Jeho kandidaturu podpořily také klerikální strany. Proti němu se postavil pražský univerzitní profesor Tomáš Garrigue Masaryk, člen české strany pokrokové (realistické), podpořený moravskou lidovou stranou a moravskou pokrokovou stranou, a Antonín Smetana, úředník z Moravské Ostravy, za sociální demokraty.
V první volbě zvítězil Povondra s náskokem více než deseti procent před Masarykem. Masarykovi se nicméně s podporou sociálních demokratů podařilo vytvořit antiklerikální blok, díky němuž užší volbu vyhrál.
| Parlamentní volby 1907 |                               |                               |             |             |             |            |            |            |
| Kandidát               | Kandidát                      | Strana                        | První volba | První volba | První volba | Užší volba | Užší volba | Užší volba |
| Kandidát               | Kandidát                      | Strana                        | Hlasy       | %           | ±%          | Hlasy      | %          | ±%         |
|                        | Tomáš Garrigue Masaryk        | Realisté                      | 2 360       | 31,7        |             | 4 136      | 55,4       |            |
|                        | Vilém Povondra                | Staročeši                     | 3 140       | 42,1        |             | 3 335      | 44,6       |            |
|                        | Antonín Smetana               | Sociální demokraté            | 1 930       | 25,9        |             |            |            |            |
|                        | roztříštěné hlasy             | roztříštěné hlasy             | 26          | 0,3         |             |            |            |            |
| neplatné hlasy         | neplatné hlasy                | neplatné hlasy                | 59          | 0,8         |             | 56         | 0,7        |            |
| Celkem/účast           | Celkem/účast                  | Celkem/účast                  | 7 515       | 91,7        |             | 7 527      | 91,8       |            |
|                        | Realisté získali (nový obvod) | Realisté získali (nový obvod) | ±           |             |             |            |            |            |

### Volby 1911
Roku 1911 se proti obhajujícímu poslanci Tomáši Garrigue Masarykovi postavil pouze jeden kandidát - c. k. školní rada František Nábělek z Kroměříže. Nábělek byl členem moravsko-slezské křesťansko-sociální strany, podpořila ho také Katolická strana národní na Moravě. Masaryka podpořili také lidoví pokrokáři a sociální demokraté. Masaryk mandát velkou většinou obhájil a zvítězil ve všech třinácti městech obvodu kromě Štramberku a Krásna.
| Parlamentní volby 1911 |                        |                      |             |             |             |
| Strana                 | Strana                 | Kandidát             | První volba | První volba | První volba |
| Strana                 | Strana                 | Kandidát             | Hlasy       | %           | ±%          |
|                        | Tomáš Garrigue Masaryk | Realisté             | 5 184       | 61,5        | +6,1        |
|                        | František Nábělek      | Křesťanští sociálové | 3 231       | 38,3        | -6,3        |
|                        | roztříštěné hlasy      | roztříštěné hlasy    | 20          | 0,2         | -0,1        |
| neplatné hlasy         | neplatné hlasy         | neplatné hlasy       | 100         | 1,2         |             |
| Celkem/účast           | Celkem/účast           | Celkem/účast         | 8 535       | 92,8        | +1,1        |
|                        | Realisté obhájili      | Realisté obhájili    | ±           |             |             |